# Marcus Cleverly
Marcus Cleverly (født 15. juni 1981 i Hillerød) er dansk tidligere håndboldspiller.
Tidligere har Cleverly spillet i de danske klubber Alsønderup, Helsinge, FC København og Ørnhøj IF inden han skiftede til Tyskland, hvor han spillede for TSG Ossweil og TV Emsdetten i perioden 2004 til 2009.
Cleverly blev kåret til årets sportsnavn i den polske region Swietokrzyskie, hvor hans tidligere klub Vive Targi Kielce har hjemme.
Da KIF Kolding København igen blev til en ren Kolding-klub, skiftede Marcus Cleverly til svensk håndbold og IFK Ystad, da han havde kontraktudløb og primært var tilknyttet København. Her spillede han de sidste år af hans karriere.
I dag er Marcus Cleverly tømrer og har sit eget firma.